# Magdalena Korczak
Magda Korczak (ur. 8 kwietnia 1988 w Wałczu) – polska wioślarka.

## Osiągnięcia
- Mistrzostwa Europy – Poznań 2007 – dwójka bez sternika – 5. miejsce[1].
- Mistrzostwa Europy – Ateny 2008 – ósemka – 5. miejsce[1].
- Mistrzostwa Świata – Poznań 2009 – ósemka – 7. miejsce[1].
- Mistrzostwa Europy – Brześć 2009 – ósemka – 5. miejsce[1].
- Mistrzostwa Europy – Montemor-o-Velho 2010 – ósemka – 7. miejsce[1].